# 特羅伊 (愛達荷州)
特羅伊（英語：Troy）是一個位於美國愛達荷州拉塔縣的城市。

## 地理
特羅伊的座標為46°44′19″N 116°46′15″W / 46.73861°N 116.77083°W，而該地的平均海拔高度為758米（即2487英尺）。

## 人口
根據2020年美國人口普查的數據，特羅伊的面積為2.05平方千米，當中陸地面積為2.05平方千米，而水域面積為0.00平方千米。當地共有人口890人，而人口密度為每平方千米434.15人。